# Where The Ocean Meets My Hand
Where The Ocean Meets My Hand («Donde el océano se encuentra con mi mano») es el tercer álbum de estudio del grupo sueco Billie the vision and the dancers. Fue publicado en 2007 a través del sello Love Will Pay The Bills Records, propiedad de la banda. Desde entonces, el álbum completo es ofrecido de forma gratuita desde el sitio web del grupo en formato .mp3 y de forma física en formato CD.

## Lista de canciones
Todas las letras escritas por Lars Lindquist excepto donde se indica lo contrario..
| N.º   | Título                                 | Duración |  |
| 1.    | «My Love»                              | 3:32     |  |
| 2.    | «Scared»                               | 3:31     |  |
| 3.    | «Damaging This Apartment»              | 3:04     |  |
| 4.    | «A Beautiful Night In Oslo»            | 4:04     |  |
| 5.    | «Take Me To The Boats»                 | 3:52     |  |
| 6.    | «There's Hope For Anyone»              | 3:06     |  |
| 7.    | «Overdosing With You»                  | 2:43     |  |
| 8.    | «So You Want Me To Bleed»              | 2:52     |  |
| 9.    | «I Saw You On TV»                      | 3:22     |  |
| 10.   | «I've Been Having Some Strange Dreams» | 2:52     |  |
| 11.   | «I'm On The Road»                      | 3:34     |  |
| 12.   | «Absolutely, Salutely»                 | 4:02     |  |
| 13.   | «Stick To You»                         | 3:18     |  |
| 27:55 |                                        |          |  |